# Entraîneur du mois du championnat d'Angleterre de football
Le trophée d'entraîneur du mois du Championnat d'Angleterre de football (Premier League Manager of the Month) est une récompense attribuée chaque mois au meilleur entraîneur du Championnat d'Angleterre depuis la saison 1993-1994. Le vainqueur, désigné la première semaine du mois suivant, est habituellement désigné par un sponsor du championnat (actuellement EA Sports).
Alex Ferguson est l'entraîneur ayant remporté le plus de fois ce trophée, soit vingt-sept fois. Il devance Arsène Wenger qui l'a remporté quinze fois ainsi que Pep Guardiola qui l'a remporté onze fois.

## Palmarès
| Mois      | Entraineur      | Équipe              |
| --------- | --------------- | ------------------- |
| Août      | Alex Ferguson   | Manchester United   |
| Septembre | Joe Kinnear     | Wimbledon FC        |
| Octobre   | Mike Walker     | Norwich City        |
| Novembre  | Kevin Keegan    | Newcastle United    |
| Décembre  | Trevor Francis  | Sheffield Wednesday |
| Janvier   | Kenny Dalglish  | Blackburn Rovers    |
| Février   | Joe Royle       | Oldham Athletic     |
| Mars      | Joe Kinnear (2) | Wimbledon FC (2)    |
| Avril     | Joe Kinnear (3) | Wimbledon FC (3)    |

| Mois      | Entraineur         | Équipe                |
| --------- | ------------------ | --------------------- |
| Août      | Kevin Keegan (2)   | Newcastle United (2)  |
| Septembre | Frank Clark        | Nottingham Forest     |
| Octobre   | Alex Ferguson (2)  | Manchester United (2) |
| Novembre  | Kenny Dalglish (2) | Blackburn Rovers (2)  |
| Décembre  | Gerry Francis      | Tottenham Hotspur     |
| Janvier   | Brian Little       | Aston Villa           |
| Février   | Kevin Keegan (3)   | Newcastle United (3)  |
| Mars      | Ron Atkinson       | Coventry City         |
| Avril     | Howard Wilkinson   | Leeds United          |

| Mois      | Entraineur        | Équipe                |
| --------- | ----------------- | --------------------- |
| Août      | Kevin Keegan (4)  | Newcastle United (4)  |
| Septembre | Kevin Keegan (5)  | Newcastle United (5)  |
| Octobre   | Frank Clark (2)   | Nottingham Forest (2) |
| Novembre  | Alan Ball         | Manchester City       |
| Décembre  | Roy Evans         | Liverpool FC          |
| Janvier   | Roy Evans (2)     | Liverpool FC (2)      |
| Février   | Alex Ferguson (3) | Manchester United (3) |
| Mars      | Alex Ferguson (4) | Manchester United (4) |
| Avril     | Dave Merrington   | Southampton FC        |

| Mois      | Entraineur         | Équipe                  |
| --------- | ------------------ | ----------------------- |
| Août      | David Pleat        | Sheffield Wednesday (2) |
| Septembre | Joe Kinnear (4)    | Wimbledon FC (4)        |
| Octobre   | Graeme Souness     | Southampton FC (2)      |
| Novembre  | Jim Smith          | Derby County            |
| Décembre  | Gordon Strachan    | Coventry City (2)       |
| Janvier   | Stuart Pearce      | Nottingham Forest (3)   |
| Février   | Alex Ferguson (5)  | Manchester United (5)   |
| Mars      | Bryan Robson       | Middlesbrough FC        |
| Avril     | Graeme Souness (2) | Southampton FC (3)      |

| Mois      | Entraineur          | Équipe                |
| --------- | ------------------- | --------------------- |
| Août      | Roy Hodgson         | Blackburn Rovers (3)  |
| Septembre | Martin O'Neill      | Leicester City        |
| Octobre   | Alex Ferguson (6)   | Manchester United (6) |
| Novembre  | George Graham       | Leeds United (2)      |
| Décembre  | Roy Hodgson (2)     | Blackburn Rovers (4)  |
| Janvier   | Howard Kendall      | Everton FC            |
| Février   | Gordon Strachan (2) | Coventry City (3)     |
| Mars      | Arsène Wenger       | Arsenal FC            |
| Avril     | Arsène Wenger (2)   | Arsenal FC (2)        |

| Mois      | Entraineur          | Équipe                |
| --------- | ------------------- | --------------------- |
| Août      | Alan Curbishley     | Charlton Athletic     |
| Septembre | John Gregory        | Aston Villa (2)       |
| Octobre   | Martin O'Neill (2)  | Leicester City (2)    |
| Novembre  | Harry Redknapp      | West Ham United       |
| Décembre  | Brian Kidd          | Blackburn Rovers (5)  |
| Janvier   | Alex Ferguson (7)   | Manchester United (7) |
| Février   | Alan Curbishley (2) | Charlton Athletic (2) |
| Mars      | David O'Leary       | Leeds United (3)      |
| Avril     | Alex Ferguson (8)   | Manchester United (8) |

| Mois      | Entraineur         | Équipe                  |
| --------- | ------------------ | ----------------------- |
| Août      | Alex Ferguson (9)  | Manchester United (9)   |
| Septembre | Walter Smith       | Everton FC (2)          |
| Octobre   | Peter Reid         | Sunderland AFC          |
| Novembre  | Martin O'Neill (3) | Leicester City (3)      |
| Décembre  | Gérard Houllier    | Liverpool FC (3)        |
| Janvier   | Danny Wilson       | Sheffield Wednesday (3) |
| Février   | Bobby Robson       | Newcastle United (6)    |
| Mars      | Alex Ferguson (10) | Manchester United (10)  |
| Avril     | Alex Ferguson (11) | Manchester United (11)  |

| Mois      | Entraineur         | Équipe                 |
| --------- | ------------------ | ---------------------- |
| Août      | Bobby Robson (2)   | Newcastle United (7)   |
| Septembre | Peter Taylor       | Leicester City (4)     |
| Octobre   | Arsène Wenger (3)  | Arsenal FC (3)         |
| Novembre  | George Burley      | Ipswich Town           |
| Décembre  | Peter Reid (2)     | Sunderland AFC (2)     |
| Janvier   | Terry Venables     | Middlesbrough FC (2)   |
| Février   | Alex Ferguson (12) | Manchester United (12) |
| Mars      | David O'Leary (2)  | Leeds United (4)       |
| Avril     | David O'Leary (3)  | Leeds United (5)       |

| Mois      | Entraineur                            | Équipe                |
| --------- | ------------------------------------- | --------------------- |
| Août      | Sam Allardyce                         | Bolton Wanderers      |
| Septembre | John Gregory (2)                      | Aston Villa (3)       |
| Octobre   | Glenn Hoddle                          | Tottenham Hotspur (2) |
| Novembre  | Phil Thompson                         | Liverpool FC (4)      |
| Décembre  | Bobby Robson (3)                      | Newcastle United (8)  |
| Janvier   | Gordon Strachan (3)                   | Southampton FC (4)    |
| Février   | Bobby Robson (4)                      | Newcastle United (9)  |
| Mars      | Gérard Houllier (2) Phil Thompson (2) | Liverpool FC (5)      |
| Avril     | Arsène Wenger (4)                     | Arsenal FC (4)        |

| Mois      | Entraineur          | Équipe                 |
| --------- | ------------------- | ---------------------- |
| Août      | Glenn Hoddle (2)    | Tottenham Hotspur (3)  |
| Septembre | Arsène Wenger (5)   | Arsenal FC (5)         |
| Octobre   | Gérard Houllier (3) | Liverpool FC (6)       |
| Novembre  | David Moyes         | Everton FC (3)         |
| Décembre  | Gordon Strachan (4) | Southampton FC (5)     |
| Janvier   | Bobby Robson (5)    | Newcastle United (10)  |
| Février   | Alan Curbishley (3) | Charlton Athletic (3)  |
| Mars      | Glenn Roeder        | West Ham United (2)    |
| Avril     | Alex Ferguson (13)  | Manchester United (13) |

| Mois      | Entraineur          | Équipe                 |
| --------- | ------------------- | ---------------------- |
| Août      | Arsène Wenger (6)   | Arsenal FC (6)         |
| Septembre | Claudio Ranieri     | Chelsea FC             |
| Octobre   | Bobby Robson (6)    | Newcastle United (11)  |
| Novembre  | Sam Allardyce (2)   | Bolton Wanderers (2)   |
| Décembre  | Alex Ferguson (14)  | Manchester United (14) |
| Janvier   | Sam Allardyce (3)   | Bolton Wanderers (3)   |
| Février   | Arsène Wenger (7)   | Arsenal FC (7)         |
| Mars      | Claudio Ranieri (2) | Chelsea FC (2)         |
| Avril     | Harry Redknapp (2)  | Portsmouth FC          |

| Mois      | Entraineur         | Équipe                 |
| --------- | ------------------ | ---------------------- |
| Août      | Arsène Wenger (8)  | Arsenal FC (8)         |
| Septembre | David Moyes (2)    | Everton FC (4)         |
| Octobre   | Harry Redknapp (2) | Portsmouth FC          |
| Novembre  | José Mourinho      | Chelsea FC (3)         |
| Décembre  | Martin Jol         | Tottenham Hotspur (4)  |
| Janvier   | José Mourinho (2)  | Chelsea FC (4)         |
| Février   | Alex Ferguson (15) | Manchester United (15) |
| Mars      | Harry Redknapp (3) | Southampton FC (6)     |
| Avril     | Stuart Pearce (2)  | Manchester City (2)    |

| Mois      | Entraineur         | Équipe                 |
| --------- | ------------------ | ---------------------- |
| Août      | Stuart Pearce (3)  | Manchester City (3)    |
| Septembre | Paul Jewell        | Wigan Athletic         |
| Octobre   | Paul Jewell (2)    | Wigan Athletic (2)     |
| Novembre  | Rafael Benítez     | Liverpool FC (7)       |
| Décembre  | Rafael Benítez (2) | Liverpool FC (8)       |
| Janvier   | David Moyes (3)    | Everton FC (5)         |
| Février   | Alan Pardew        | West Ham United (3)    |
| Mars      | Alex Ferguson (16) | Manchester United (16) |
| Avril     | Harry Redknapp (4) | Portsmouth FC (2)      |

| Mois      | Entraineur         | Équipe                 |
| --------- | ------------------ | ---------------------- |
| Août      | Alex Ferguson (17) | Manchester United (17) |
| Septembre | Steve Coppell      | Reading FC             |
| Octobre   | Alex Ferguson (18) | Manchester United (18) |
| Novembre  | Steve Coppell (2)  | Reading FC (2)         |
| Décembre  | Sam Allardyce (3)  | Bolton Wanderers (3)   |
| Janvier   | Rafael Benítez (3) | Liverpool FC (9)       |
| Février   | Alex Ferguson (19) | Manchester United (19) |
| Mars      | José Mourinho (3)  | Chelsea FC (5)         |
| Avril     | Martin O'Neill (4) | Aston Villa (4)        |

| Mois      | Entraineur          | Équipe                 |
| --------- | ------------------- | ---------------------- |
| Août      | Sven-Göran Eriksson | Manchester City (4)    |
| Septembre | Arsène Wenger (9)   | Arsenal FC (9)         |
| Octobre   | Mark Hughes         | Blackburn Rovers (6)   |
| Novembre  | Martin O'Neill (5)  | Aston Villa (5)        |
| Décembre  | Arsène Wenger (10)  | Arsenal FC (10)        |
| Janvier   | Alex Ferguson (20)  | Manchester United (20) |
| Février   | David Moyes (4)     | Everton FC (6)         |
| Mars      | Alex Ferguson (21)  | Manchester United (21) |
| Avril     | Avram Grant         | Chelsea FC (6)         |

| Mois      | Entraineur         | Équipe                 |
| --------- | ------------------ | ---------------------- |
| Août      | Gareth Southgate   | Middlesbrough FC (3)   |
| Septembre | Phil Brown         | Hull City              |
| Octobre   | Rafael Benítez (4) | Liverpool FC (10)      |
| Novembre  | Gary Megson        | Bolton Wanderers (4)   |
| Décembre  | Martin O'Neill (6) | Aston Villa (6)        |
| Janvier   | Alex Ferguson (22) | Manchester United (22) |
| Février   | David Moyes (5)    | Everton FC (7)         |
| Mars      | Rafael Benítez (5) | Liverpool FC (11)      |
| Avril     | Alex Ferguson (23) | Manchester United (23) |

| Mois      | Entraineur         | Équipe                 |
| --------- | ------------------ | ---------------------- |
| Août      | Harry Redknapp (5) | Tottenham Hotspur (5)  |
| Septembre | Alex Ferguson (24) | Manchester United (24) |
| Octobre   | Roy Hodgson (3)    | Fulham FC              |
| Novembre  | Carlo Ancelotti    | Chelsea FC (7)         |
| Décembre  | Alex McLeish       | Birmingham City        |
| Janvier   | David Moyes (6)    | Everton FC (8)         |
| Février   | Roy Hodgson (4)    | Fulham FC (2)          |
| Mars      | David Moyes (7)    | Everton FC (9)         |
| Avril     | Martin O'Neill (7) | Aston Villa (7)        |

| Mois      | Entraineur          | Équipe                 |
| --------- | ------------------- | ---------------------- |
| Août      | Carlo Ancelotti (2) | Chelsea FC (8)         |
| Septembre | Roberto Di Matteo   | West Bromwich Albion   |
| Octobre   | David Moyes (8)     | Everton FC (10)        |
| Novembre  | Owen Coyle          | Bolton Wanderers (5)   |
| Décembre  | Roberto Mancini     | Manchester City (5)    |
| Janvier   | Alex Ferguson (25)  | Manchester United (25) |
| Février   | Arsène Wenger (11)  | Arsenal FC (11)        |
| Mars      | Carlo Ancelotti (3) | Chelsea FC (9)         |
| Avril     | Carlo Ancelotti (4) | Chelsea FC (10)        |

| Mois      | Entraineur          | Équipe                 |
| --------- | ------------------- | ---------------------- |
| Août      | Alex Ferguson (26)  | Manchester United (26) |
| Septembre | Harry Redknapp (6)  | Tottenham Hotspur (6)  |
| Octobre   | Roberto Mancini (2) | Manchester City (6)    |
| Novembre  | Harry Redknapp (7)  | Tottenham Hotspur (7)  |
| Décembre  | Martin O'Neill (8)  | Sunderland AFC (3)     |
| Janvier   | Brendan Rodgers     | Swansea City           |
| Février   | Arsène Wenger (12)  | Arsenal FC (12)        |
| Mars      | Owen Coyle (2)      | Bolton Wanderers (6)   |
| Avril     | Roberto Martínez    | Wigan Athletic (3)     |

| Mois      | Entraineur            | Équipe                   |
| --------- | --------------------- | ------------------------ |
| Août      | non attribué          | non attribué             |
| Septembre | David Moyes (9)       | Everton FC (11)          |
| Octobre   | Alex Ferguson (27)    | Manchester United (27)   |
| Novembre  | Steve Clarke          | West Bromwich Albion (2) |
| Décembre  | André Villas-Boas     | Tottenham Hotspur (8)    |
| Janvier   | Brian McDermott       | Reading FC (3)           |
| Février   | André Villas-Boas (2) | Tottenham Hotspur (9)    |
| Mars      | David Moyes (10)      | Everton FC (12)          |
| Avril     | Rafael Benítez (6)    | Chelsea FC (11)          |

| Mois      | Entraineur            | Équipe                |
| --------- | --------------------- | --------------------- |
| Août      | Brendan Rodgers (2)   | Liverpool FC (12)     |
| Septembre | Arsène Wenger (13)    | Arsenal FC (13)       |
| Octobre   | Mauricio Pochettino   | Southampton FC (7)    |
| Novembre  | Alan Pardew (2)       | Newcastle United (12) |
| Décembre  | Manuel Pellegrini     | Manchester City (7)   |
| Janvier   | Manuel Pellegrini (2) | Manchester City (8)   |
| Février   | Sam Allardyce (4)     | West Ham United (4)   |
| Mars      | Brendan Rodgers (3)   | Liverpool FC (13)     |
| Avril     | Tony Pulis            | Crystal Palace        |

| Mois      | Entraineur            | Équipe                   |
| --------- | --------------------- | ------------------------ |
| Août      | Garry Monk            | Swansea City (2)         |
| Septembre | Ronald Koeman         | Southampton FC (8)       |
| Octobre   | Sam Allardyce (5)     | West Ham United (5)      |
| Novembre  | Alan Pardew (3)       | Newcastle United (13)    |
| Décembre  | Manuel Pellegrini (3) | Manchester City (9)      |
| Janvier   | Ronald Koeman (2)     | Southampton FC (9)       |
| Février   | Tony Pulis (2)        | West Bromwich Albion (3) |
| Mars      | Arsène Wenger (14)    | Arsenal FC (14)          |
| Avril     | Nigel Pearson         | Leicester City (5)       |

| Mois      | Entraineur              | Équipe                 |
| --------- | ----------------------- | ---------------------- |
| Août      | Manuel Pellegrini (4)   | Manchester City (10)   |
| Septembre | Mauricio Pochettino (2) | Tottenham Hotspur (10) |
| Octobre   | Arsène Wenger (15)      | Arsenal FC (15)        |
| Novembre  | Claudio Ranieri (3)     | Leicester City (6)     |
| Décembre  | Quique Sánchez Flores   | Watford FC             |
| Janvier   | Ronald Koeman (3)       | Southampton FC (10)    |
| Février   | Mauricio Pochettino (3) | Tottenham Hotspur (11) |
| Mars      | Claudio Ranieri (4)     | Leicester City (7)     |
| Avril     | Claudio Ranieri (5)     | Leicester City (8)     |

| Mois      | Entraineur              | Équipe                 |
| --------- | ----------------------- | ---------------------- |
| Août      | Mike Phelan             | Hull City (2)          |
| Septembre | Jürgen Klopp            | Liverpool FC (14)      |
| Octobre   | Antonio Conte           | Chelsea FC (12)        |
| Novembre  | Antonio Conte (2)       | Chelsea FC (13)        |
| Décembre  | Antonio Conte (3)       | Chelsea FC (14)        |
| Janvier   | Paul Clement            | Swansea City (3)       |
| Février   | Pep Guardiola           | Manchester City (11)   |
| Mars      | Eddie Howe              | AFC Bournemouth        |
| Avril     | Mauricio Pochettino (4) | Tottenham Hotspur (12) |

| Mois      | Entraineur        | Équipe                 |
| --------- | ----------------- | ---------------------- |
| Août      | David Wagner      | Huddersfield Town      |
| Septembre | Pep Guardiola (2) | Manchester City (12)   |
| Octobre   | Pep Guardiola (3) | Manchester City (13)   |
| Novembre  | Pep Guardiola (4) | Manchester City (14)   |
| Décembre  | Pep Guardiola (5) | Manchester City (15)   |
| Janvier   | Eddie Howe (2)    | AFC Bournemouth (2)    |
| Février   | Chris Hughton     | Brighton & Hove Albion |
| Mars      | Sean Dyche        | Burnley FC             |
| Avril     | Darren Moore      | West Bromwich Albion   |

| Mois      | Entraineur           | Équipe                  |
| --------- | -------------------- | ----------------------- |
| Août      | Javi Gracia          | Watford FC (2)          |
| Septembre | Nuno Espírito Santo  | Wolverhampton Wanderers |
| Octobre   | Eddie Howe (3)       | AFC Bournemouth (3)     |
| Novembre  | Rafael Benítez (7)   | Newcastle United (14)   |
| Décembre  | Jürgen Klopp (2)     | Liverpool FC (15)       |
| Janvier   | Ole Gunnar Solskjaer | Manchester United (28)  |
| Février   | Pep Guardiola (6)    | Manchester City (16)    |
| Mars      | Jürgen Klopp (3)     | Liverpool FC (16)       |
| Avril     | Pep Guardiola (7)    | Manchester City (17)    |

| Mois      | Entraineur              | Équipe                      |
| --------- | ----------------------- | --------------------------- |
| Août      | Jürgen Klopp (4)        | Liverpool FC (17)           |
| Septembre | Jürgen Klopp (5)        | Liverpool FC (18)           |
| Octobre   | Frank Lampard           | Chelsea (15)                |
| Novembre  | Jürgen Klopp (6)        | Liverpool FC (19)           |
| Décembre  | Jürgen Klopp (7)        | Liverpool FC (20)           |
| Janvier   | Jürgen Klopp (8)        | Liverpool FC (21)           |
| Février   | Sean Dyche (2)          | Burnley FC (2)              |
| Juin      | Nuno Espírito Santo (2) | Wolverhampton Wanderers (2) |
| Juillet   | Ralph Hasenhüttl        | Southampton FC (11)         |

| Mois      | Entraineur              | Équipe                      |
| --------- | ----------------------- | --------------------------- |
| Septembre | Carlo Ancelotti (5)     | Everton FC (13)             |
| Octobre   | Nuno Espírito Santo (3) | Wolverhampton Wanderers (3) |
| Novembre  | José Mourinho (4)       | Tottenham Hotspur (13)      |
| Décembre  | Dean Smith              | Aston Villa (8)             |
| Janvier   | Pep Guardiola (8)       | Manchester City (17)        |
| Février   | Pep Guardiola (9)       | Manchester City (18)        |
| Mars      | Thomas Tuchel           | Chelsea (16)                |
| Avril     | Steve Bruce             | Newcastle United (15)       |
| Mai       | Jürgen Klopp (9)        | Liverpool FC (22)           |

| Mois      | Entraineur              | Équipe                      |
| --------- | ----------------------- | --------------------------- |
| Août      | Nuno Espírito Santo (4) | Tottenham Hotspur (14)      |
| Septembre | Mikel Arteta            | Arsenal FC (16)             |
| Octobre   | Thomas Tuchel (2)       | Chelsea (17)                |
| Novembre  | Pep Guardiola (10)      | Manchester City (19)        |
| Décembre  | Pep Guardiola (11)      | Manchester City (20)        |
| Janvier   | Bruno Lage              | Wolverhampton Wanderers (4) |
| Février   | Eddie Howe (4)          | Newcastle United (16)       |
| Mars      | Mikel Arteta (2)        | Arsenal FC (17)             |
| Avril     | Mike Jackson            | Burnley FC (3)              |

| Mois                | Entraineur       | Équipe                 |
| ------------------- | ---------------- | ---------------------- |
| Aout                | Mikel Arteta (3) | Arsenal FC (18)        |
| Septembre           | Erik Ten Hag     | Manchester United (29) |
| Octobre             | Eddie Howe (5)   | Newcastle United (17)  |
| Novembre / Décembre | Mikel Arteta (4) | Arsenal FC (19)        |
| Janvier             | Mikel Arteta (5) | Arsenal FC (20)        |
| Février             | Erik Ten Hag (2) | Manchester United (30) |
| Mars                | Mikel Arteta (6) | Arsenal FC (21)        |
| Avril               | Unai Emery       | Aston Villa (9)        |

| Mois      | Entraineur           | Équipe                 |
| --------- | -------------------- | ---------------------- |
| Août      | Ange Postecoglou     | Tottenham Hotspur (15) |
| Septembre | Ange Postecoglou (2) | Tottenham Hotspur (16) |
| Octobre   | Ange Postecoglou (3) | Tottenham Hotspur (17) |
| Novembre  | Erik Ten Hag (3)     | Manchester United (31) |
| Décembre  | Unai Emery (2)       | Aston Villa (10)       |
| Janvier   | Jürgen Klopp (10)    | Liverpool FC (23)      |
| Février   | Mikel Arteta (7)     | Arsenal FC (22)        |
| Mars      | Andoni Iraola        | AFC Bournemouth (4)    |
| Avril     | Sean Dyche (3)       | Everton FC (14)        |

| Mois      | Entraineur              | Équipe                      |
| --------- | ----------------------- | --------------------------- |
| Août      | Fabian Hürzeler         | Brighton & Hove Albion      |
| Septembre | Enzo Maresca            | Chelsea FC (18)             |
| Octobre   | Nuno Espírito Santo (5) | Nottingham Forest           |
| Novembre  | Arne Slot               | Liverpool FC (24)           |
| Décembre  | Nuno Espírito Santo (6) | Nottingham Forest (2)       |
| Janvier   | Andoni Iraola (2)       | AFC Bournemouth (5)         |
| Février   | David Moyes (11)        | Everton FC (15)             |
| Mars      | Nuno Espírito Santo (7) | Nottingham Forest (3)       |
| Avril     | Vítor Pereira           | Wolverhampton Wanderers (5) |

| Mois      | Entraineur | Équipe |
| --------- | ---------- | ------ |
| Août      |            |        |
| Septembre |            |        |
| Octobre   |            |        |
| Novembre  |            |        |
| Décembre  |            |        |
| Janvier   |            |        |
| Février   |            |        |
| Mars      |            |        |
| Avril     |            |        |

## Statistiques
| Entraîneur | Trophées |
| --- | -------- |
| Alex Ferguson | 27       |
| Arsène Wenger | 15       |
| Pep Guardiola David Moyes | 11       |
| Jürgen Klopp | 10       |
| Martin O'Neill Harry Redknapp | 8        |
| Rafael Benítez Mikel Arteta Nuno Espírito Santo | 7        |
| Sam Allardyce Bobby Robson | 6        |
| Kevin Keegan Claudio Ranieri Carlo Ancelotti Eddie Howe | 5        |
| Roy Hodgson Joe Kinnear Manuel Pellegrini Mauricio Pochettino Gordon Strachan José Mourinho | 4        |
| Antonio Conte Alan Curbishley Gérard Houllier Ronald Koeman David O'Leary Alan Pardew Stuart Pearce Brendan Rodgers Ange Postecoglou Erik Ten Hag Sean Dyche                                                                    | 3        |
| Frank Clark Steve Coppell Owen Coyle Kenny Dalglish Roy Evans John Gregory Glenn Hoddle Paul Jewell Roberto Mancini Tony Pulis Peter Reid Graeme Souness Phil Thompson Thomas Tuchel André Villas-Boas Unai Emery Andoni Iraola | 2        |

| Club | Trophées |
| --- | -------- |
| Manchester United | 31       |
| Liverpool FC | 24       |
| Arsenal FC | 22       |
| Manchester City | 20       |
| Chelsea FC | 18       |
| Newcastle United Tottenham Hotspur | 17       |
| Everton FC | 15       |
| Southampton FC | 11       |
| Aston Villa | 10       |
| Leicester City | 8        |
| Bolton Wanderers | 7        |
| Blackburn Rovers | 6        |
| Leeds United West Ham United AFC Bournemouth Wolverhampton Wanderers | 5        |
| Wimbledon FC West Bromwich Albion | 4        |
| Charlton Athletic Coventry City Middlesbrough FC Nottingham Forest Portsmouth FC Reading FC Sheffield Wednesday FC Sunderland AFC Swansea City Wigan Athletic Nottingham Forest | 3        |
| Burnley FC Fulham FC Hull City Watford FC | 2        |

| Pays                           | Trophées |
| ------------------------------ | -------- |
| Angleterre                     | 88       |
| Écosse                         | 51       |
| Espagne                        | 32       |
| France                         | 18       |
| Italie                         | 17       |
| Allemagne Portugal             | 13       |
| Irlande du Nord                | 11       |
| Irlande                        | 10       |
| Pays-Bas                       | 8        |
| Argentine Chili Pays de Galles | 4        |